# Fredrik Emil Sundevall
Fredrik Emil Sundevall, född 19 juli 1811 i Högestads socken, Skåne, död 31 juli 1881 i Stockholm, var en svensk läkare. Han var bror till zoologen Carl J. Sundevall och sjömilitären Henrik Ludvig Sundevall.
Sundevall avlade studentexamen i Lund 1824, var därefter någon tid anställd på apotek samt blev 1839 medicine licentiat och 1840 kirurgie magister. Efter att ha idkat vetenskapliga studier i utlandet 1842–1843 blev han 1845 medicine doktor på avhandlingen Om foten hos menniskan och öfriga däggdjuren. Redan 1840–1841 hade han bestritt anatomiska professuren vid Karolinska Institutet och var 1846–1879 professor i anatomi, fysiologi och medicinallagfarenhet i Uppsala. Han upprättade också Anatomiska museet vid Uppsala universitet.
Bland hans övriga skrifter märks Om kirurgiens utveckling och studium i Sverige (1857) och Om grönländarnas kranier (i Uppsala läkarförenings förhandlingar 7).